# Dot Records
Dot Records — американський лейбл звукозапису, створений 1951 року.
Лейбл звукозапису Dot Records було засновано 1951 року в місті Галлатін, штат Теннессі, США. Його засновником став місцевий володар музичного магазину Ренді Вуд. На лейблі виходили записи ритм-енд-блюзових, поп- та соул-виконавців, серед яких Артур Александер, Таб Хантер та Пет Бун. В середині 1950-х років Dot Records був одним з провідних лейблів звукозапису країни, продаючи мільйони записів на рік.
1956 року компанія переїхала з Теннессі до Голлівуду, і зосередилась на виданні попмузики, майже відмовившись від ритм-енд-блюзу або рок-н-ролу. На Dot Records виходили записи гуртів The Surfaris, The Chantays та The Rumblers, що виконували серф-музику. 1965 року Dot Records було продано компанії Gulf+Western та пізніше об'єднано з лейблом ABC Records.
2014 року лейбл Dot Records було відновлено як спільне підприємство компаній Big Machine та Universal Music, але він проіснував лише три роки та був закритий у 2017 році.  